# Lycosa poliostoma
Lycosa poliostoma là một loài nhện trong họ Lycosidae.
Loài này thuộc chi Lycosa. Lycosa poliostoma được Carl Ludwig Koch miêu tả năm 1847.